# Władysław Kais
Władysław Kais (ur. 17 grudnia 1944 w województwie lubelskim, zm. 9 sierpnia 2011 w Żyrardowie) – polski działacz młodzieżowy, dziennikarz i wydawca, redaktor naczelny "Życia Żyrardowa" (1992–2011). 

## Życiorys
Ukończył naukę w Liceum Ogólnokształcącym w Piaskach na Lubelszczyźnie, następnie zaś studia historyczne na Wydziale Humanistycznym Uniwersytetu Marii Curie-Skłodowskiej (1969). Od 1969 zatrudniony jako instruktor w Zarządzie Powiatowym Związku Młodzieży Wiejskiej w Lublinie, następnie jego przewodniczący i sekretarz Zarządu Wojewódzkiego ZMW. Od 1973 do 1977 pełnił funkcję przewodniczącego Federacji Socjalistycznych Związków Młodzieży Polskiej w Zamościu, następnie podjął studia doktoranckie. W 1980 uzyskał stopień doktora nauk humanistycznych w Wyższej Szkole Nauk Społecznych przy KC PZPR w Warszawie na podstawie pracy Samorząd robotniczy w programie i działaniu Polskiej Zjednoczonej Partii Robotniczej do 1962 roku. Od 1980 pracował jako kierownik wydziału w Zarządzie Głównym ZSMP, następnie zaś w aparacie KC PZPR. Został członkiem zespołu kierowniczego "Chłopskiej Drogi". W okresie transformacji ustrojowej był organizatorem kolportażu. 
W 1992 objął funkcję redaktora naczelnego powstałego w 1951 tygodnika "Życie Żyrardowa", którą sprawował do śmierci. Był także wydawcą pisma i właścicielem jego tytułu, kierując spółką "Dom Wydawniczo-Handlowy Władysław Kais".
Odznaczony m.in. Krzyżem Kawalerskim Orderu Odrodzenia Polski oraz Złotym i Srebrnym Krzyżem Zasługi. Wyróżniony Nagrodą Marszałka Województwa Mazowieckiego (2002). Jego imieniem nazwano w 2011 złotą statuetkę przyznawaną przez "Życie Żyrardowa". 
Żonaty, miał syna. Zmarł w sierpniu 2011, został pochowany na cmentarzu w Żyrardowie.